# Nurettin Kayaoğlu
Nurettin Kayaoğlu (* 8. Januar 1992 in Duisburg) ist ein türkischer Fußballspieler.

## Karriere

### Verein
Kayaoğlu begann seine Karriere in seiner Heimatstadt bei Hamborn 07 und dem MSV Duisburg. Von Januar 2003 bis Juni 2011 spielte er für die Jugendmannschaften des FC Schalke 04 und anschließend für dessen zweite Mannschaft.
Zum Frühjahr 2012 wechselte er in die türkische Süper Lig zu Kayserispor. Hier spielte er überwiegend für die Reservemannschaft und kam lediglich im Anschluss an die Spielzeit 2011/12 im Spor Toto Pokal zu zwei Einsätzen. Zur Saison 2012/13 wurde er endgültig in den Profikader aufgenommen und kam am ersten Spieltag der Saison in der Ligapartie gegen Bursaspor zu seinem Profidebüt.
Für die Spielzeit 2013/14 wurde Kayaoğlu an den Zweitligisten Adana Demirspor ausgeliehen.
Im Sommer 2014 wechselte er zum türkischen Zweitligisten Boluspor und spielte für diesen eine Saison lang.
Am 22. Oktober 2015 unterzeichnete er beim deutschen Zweitligisten MSV Duisburg einen Profivertrag für die Saison 2015/16 mit einer Option für eine zweite Spielzeit.
Nachdem er mit Duisburg in die 3. Liga abgestiegen war, verließ er den Verein im Sommer 2016. Zur neuen Spielzeit wurde er vom Regionalligisten Rot Weiss Ahlen verpflichtet, von dort wechselte er im Sommer 2017 in die Türkei. Nach einem halben Jahr ohne Engagement schloss er sich im Sommer 2019 dem Regionalligisten VfB Homberg an, den er im Januar 2020 in Richtung des Ligarivalen TuS Haltern unter Anwendung einer Ausstiegsklausel wieder verließ. Anfang August 2020 gab der VfB Homberg bekannt, dass Kayaoğlu zur Spielzeit 2020/21 an den Rheindeich zurückkehrt. Am 5. Juni 2021 wurde Kayaoğlu von den Hombergern verabschiedet, er wechselte zum 1. Juli 2021 zum FSV Duisburg und wurde dort zum Kapitän ernannt. Am 23. März 2022 gab Kayaoğlu via Reviersport bekannt, aus privaten Gründen nicht mehr für den FSV Duisburg spielen zu können. Am 3. April 2022 spielte er trotz der genannten Meldung für den FSV Duisburg und erzielte auch ein Tor. Der Verein erreichte den Klassenerhalt in der Oberliga Niederrhein, Kayaoğlu war daran nicht unmaßgeblich beteiligt. Beispielsweise erzielte er im abschließenden Saisonspiel gegen den SC Düsseldorf-West das Tor zum 1:0 (Endstand 4:1), eine Niederlage hätte den Abstieg bedeutet. Zur Saison 2022/23 wechselte er zum Landesligisten Mülheimer FC 97, mit dem er die Meisterschaft und damit den Aufstieg in die Oberliga Niederrhein erreichte. Im Juni 2025 stiegen die Mülheimer wieder in die Landesliga ab, Kayaoğlu kam 2024/25 verletzungsbedingt nur zu vierzehn Einsätzen. Im Sommer 2025 schloss er sich dem Bezirksliga-Aufsteiger SV Rhenania Hamborn an.

### Nationalmannschaft
Kayaoğlu spielte ab der türkischen U-16 bis zur U-19 in allen türkischen Jugendnationalmannschaften. 2009 nahm er mit der türkischen U-17-Auswahl an der U-17-Fußball-Weltmeisterschaft 2009 teil und erreichte mit seiner Mannschaft das Viertelfinale.
Im Rahmen zweier Freundschaftsspiele wurde Kayaoğlu zum ersten Mal in seiner Karriere für die Türkische U-21-Nationalmannschaft nominiert.

## Erfolge
- Türkische U-17-Nationalmannschaft:
  - Teilnahme an der U-17-Weltmeisterschaft: 2009
  - Teilnahme an der U-17-Europameisterschaft: 2009

## Trivia
Nurettin Kayaoğlu betrieb von November 2021 bis April 2023 eine Baguetterie neben dem Duisburg-Hamborner Rathaus. Das Lokal firmierte unter dem Namen Rockson Food, wobei Rockson die englische Übersetzung des türkischen Namens Kayaoğlu ist.